# Trent River (Ontariosee)
Der Trent River ist ein Fluss im Südosten der kanadischen Provinz Ontario. Er fließt vom Rice Lake zur Bay of Quinte, einer Bucht im Norden des Ontariosees. Der Trent River entwässert einen Großteil von Südzentral-Ontario, einschließlich des Seensystems der Kawartha Lakes und deren Zuflüssen. Der Fluss ist 90 km lang und Teil des Trent-Severn-Wasserweg, der von der Georgian Bay des Huronsees zur Bay of Quinte des Ontariosees führt.
Der in den Rice Lake mündende Otonabee River, der durch die Stadt Peterborough fließt, stellt einen Quellfluss des Trent River dar. Der Crowe River ist ein bedeutender linker Nebenfluss des Trent River.
Der Fluss beheimatet eine Vielzahl von Vogel-, Amphibien- und Fischarten. Zu den Fischarten zählen Schwarzbarsch, Forellenbarsch, Hecht, Glasaugenbarsch, Süßwassertrommler sowie kleinere Fischarten wie Sonnenbarsche und Steinbarsch.

## Wasserkraftwerke
Entlang dem Trent River liegen mehrere Wasserkraftwerke.
In Abstromrichtung sind dies:
| Name         | Fertig- stellung | Leistung [MW] | Anzahl Turbinen | Betreiber            |
| ------------ | ---------------- | ------------- | --------------- | -------------------- |
| Healey Falls | 1910–1914        | 18            | 4               | OPG                  |
| Seymour      | 1909             | 6             | 5               | OPG                  |
| Ranney Falls | 1922–1926        | 10            | 3               | OPG                  |
| Hagues Reach | 1925             | 4             | 3               | OPG                  |
| Meyersburg   | 1924             | 5             | 2               | OPG                  |
| Sills Island | 1900             | 2             | 2               | OPG                  |
| Frankford    | 1913             | 3             | 2               | OPG                  |
| Glen Miller  | 2005             | 8             | 2               | Glen Miller Power LP |
| Sidney       | 1911             | 4             | 3               | OPG                  |